# Kaj Eriksson
Kaj Eriksson, född 18 september 1964, är en svensk elittränare och bordtennisspelare. Han har själv spelat i näst högsta divisionen i bordtennis i Warta BTK. Eriksson är tränare på elitnivå och har varit delaktig i ungdomsverksamheten i svensk bordtennis de senaste åren. Han var under 10 år spelande tränare i Oskarshamns BTK och tog hand om olika bordtennisläger runt om i Sverige, bland annat var han år 2010 och 2011 tränare på ett internationellt läger för ungdomar i Danmark. 
Kaj blev 2010 utsedd till årets ungdomsledare i Västervik 2010.
I Veteran-SM 2014 tog Kaj Eriksson SM-silver i mixdubbel tillsammans med Mette Knudsen från BTK Linné.
Sedan 2017 är Kaj inte längre tränare hos Oskarshamn. 
I Veteran-SM 2018 tog åter Kaj och Mette medalj denna gången ett brons 